# 272 av. J.-C.
Cette page concerne l'année 272 av. J.-C. du calendrier julien proleptique.

## Événements
- 3 avril (21 avril du calendrier romain) : début à Rome du consulat de Lucius Papirius Cursor (II) et Spurius Carvilius Maximus (II) ; les deux consuls triomphent des Samnites, des Bruttiens, des Lucaniens et des Tarentins[1].
- Censure de Manius Curius Dentatus et de Lucius Papirius Cursor, frère du consul. Ils ordonnent la construction de l’aqueduc « Anio vetus » pour alimenter Rome en eau (fin en 269 av. J.-C.), ouvrage réalisé grâce au butin pris dans la guerre contre Pyrrhus[2]. Construction d’une route et bonification de la plaine de Rieti asséchée par le détournement d’un fleuve (cascade des Marmore)[3].

- Printemps : Pyrrhus Ier envahit le Péloponnèse pour soutenir le roi de Sparte exilé Cléonyme et chasser les garnisons des villes tenues par Antigone II Gonatas. Il assiège Sparte, qui résiste, alors que son roi Areus mène une expédition en Crète. Antigone en profite pour reconquérir la Macédoine[4].
- Été : Antigone II Gonatas envoie sa flotte de Corinthe à Argos. Pyrrhus  abandonne le siège de Sparte et se replie vers le nord[5].

- Automne : 

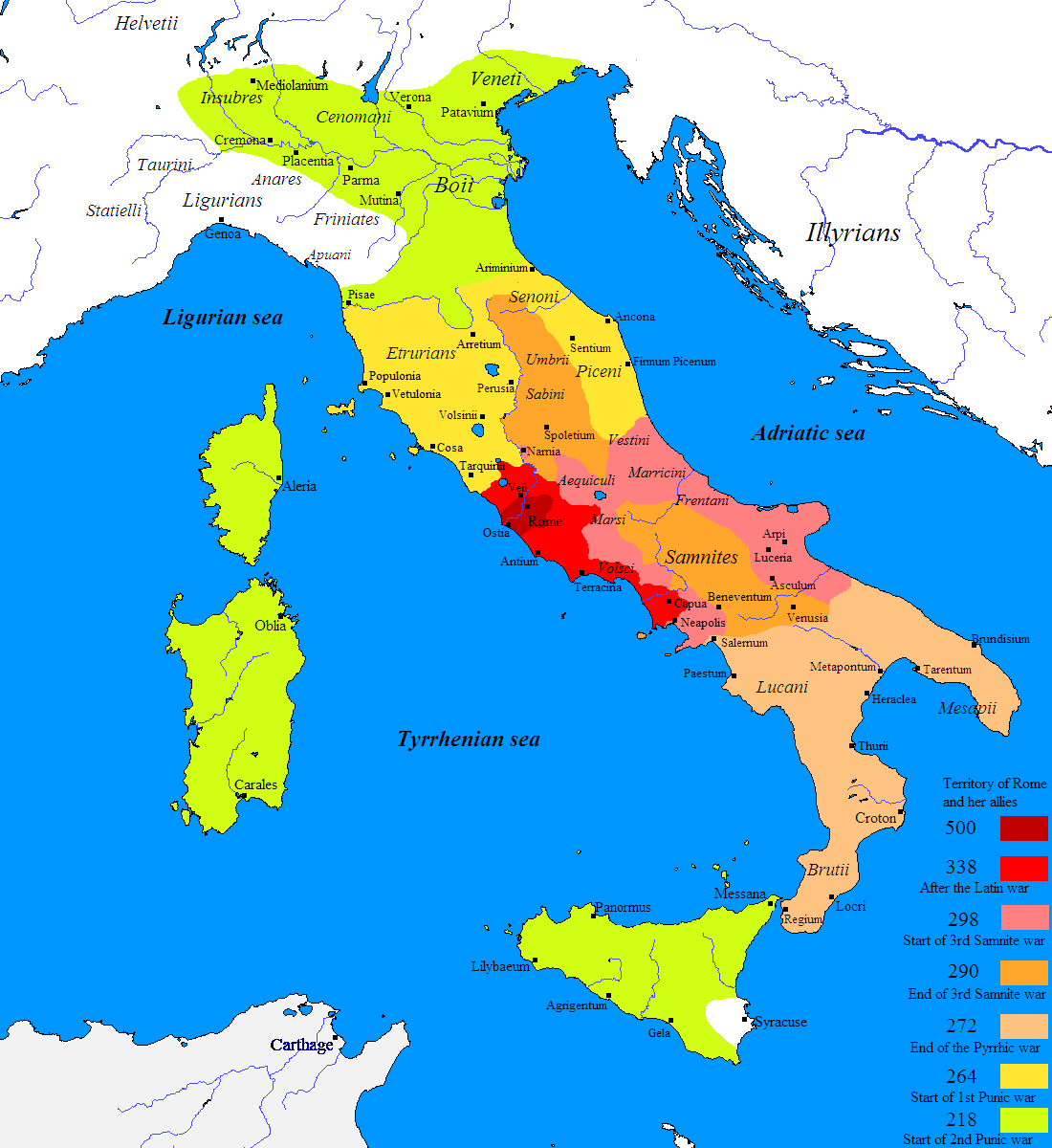
La République romaine en 272 av. J.-C.

  - les Romains prennent la ville de Tarente, en Italie du Sud, après que Pyrrhus a retiré son soutien à la ville[6]. L’armée romaine, sous les ordres des consuls Sp. Carvilius et L. Papirius Cursor, vient par terre mettre le siège devant la ville. Milon, maître de la citadelle, obtient de Rome pour prix de sa capitulation la liberté de se retirer avec ses troupes et son trésor. La citadelle aux mains de l’armée romaine, Tarente capitule. Rome lui impose des conditions très dures : elle doit entrer dans la fédération italique, abattre son enceinte fortifiée, payer un tribut de guerre et recevoir dans sa citadelle une garnison romaine. La péninsule italienne est entièrement soumise à Rome, qui se consacre pendant huit ans à consolider son œuvre d’unification[7]. Après la prise de Tarente, les villes de Grande-Grèce se soumettent les unes après les autres : Héraclée, Crotone, Métaponte, Thourioi, Locres[8].
  - Pyrrhus Ier est tué à Argos dans un combat de rue[5]. Son fils Alexandre devient roi d’Épire. Il conclut la paix avec Antigone II Gonatas et se retire de Macédoine[9]. Antigone II Gonatas redevient roi de Macédoine jusqu’à sa mort en 239 av. J.-C.

- Première guerre de Syrie : victoire de  Ptolémée II d’Égypte sur Antiochos Ier en Anatolie[10].
- En Chine, le roi Zhaoxiang du royaume de Qin fortifie ses frontières septentrionales après la destruction d’un groupe de guerriers nomades Yiju[11].

## Décès en 272 av. J.-C.
- Pyrrhus Ier, roi d'Épire.